# 汤涧镇
汤涧镇，是中华人民共和国江苏省宿迁市沭阳县下辖的一个乡镇级行政单位。
2021年3月2日，撤销李恒镇、汤涧镇，设立新的李恒镇。以原李恒镇、汤涧镇的行政区域为新的李恒镇行政区域。

## 行政区划
汤涧镇下辖以下地区：
汤涧社区、汤南村、三黄村、范场村、张坦村、马屯村、郝圩村、顾洼村、大李村、藕池村、两柴村和双窑村。